# 凌风草属
凌风草属（学名：Briza）是禾本科下的一个属，为一年生或多年生、矮小草本植物。该属共有约20种，分布于北温带和南美。